# نصب الجندي المجهول (مقديشو)
النصب التذكاري للجندي المجهول(بالصومالية: Daljirka Dahsoon)‏ يقع في حي بونطيري في العاصمة الصومالية مقديشو، أُنشئ تكريما للجنود الصوماليين الذين لقوا حتفهم دفاعا عن الجمهورية الصومالية. في يوليو 2017 أجرى الرئيس الصومالي محمد عبد الله محمد مراسم وضع إكليل من الزهور على النصب التذكاري. وفي يوليو 2022 وضع الرئيس حسن شيخ محمود إكليلا من الزهور على النصب، بمناسبة عيد استقلال الصومال.